# إلياس أفيري لوي
إلياس أفيري لوي (بالإنجليزية: Elias Avery Lowe)‏ هو مؤرخ أمريكي، ولد في 15 أكتوبر 1879 في كالفاريا في ليتوانيا، وتوفي في 8 أغسطس 1969 في باد ناوهايم في ألمانيا.